# Essex (schip, 1799)
De Essex was een Amerikaanse walvisvaarder gebouwd in 1799. Het schip verliet Nantucket in Massachusetts in 1819 onder kapitein George Pollard voor een reis van 2,5 jaar om te gaan jagen op potvissen in hun leefgebieden in de zuidelijke Grote Oceaan. De Essex werd echter zelf geramd door een potvis en zonk op 3700 kilometer afstand van Zuid-Amerika. Het is een van de weinige schepen ter wereld waarvan bekend is dat het zonk door een walvis. Dit verhaal werd opgeschreven in de dagboeken van eerste stuurman Owen Chase en zijn scheepsjongen Thomas Nickerson. Owen Chase' dagboek werd uitgegeven onder de titel Narrative of the Most Extraordinary and Distressing Shipwreck of the Whale-Ship Essex (Verhaal van de zeer buitengewone en verontrustende schipbreuk van de walvisvaarder Essex). Dit verhaal werd de basis voor het bekendste boek van Herman Melville; Moby-Dick. Het dagboek van de scheepsjongen werd pas in 1984 uitgegeven, nadat het werd gevonden in 1981.

## Verhaal
Het schip zette vanuit Nantucket in augustus 1819 eerst koers naar de Atlantische Oceaan om daar op walvissen te jagen. Men wist tijdens de jacht slechts ongeveer de helft van het laadruim vol te krijgen met de waardevolle walvisolie. Kapitein Pollard besloot daarop om om Kaap Hoorn heen te zeilen en te gaan jagen in de paargebieden in de Grote Oceaan, om daarmee de jarenlange tocht toch rendabel te maken.
Op 20 november 1820 werd het schip echter geramd door een oude -mogelijk niet oplettende- potvisbul (volgens de overlevering ongeveer 25 meter lang). De bemanning maakte geen gebruik van de desoriëntatie van de bul door de klap en gaf daardoor de bul de kans om bij te komen, hetgeen fataal bleek; mogelijk in de overtuiging dat hij met een aanval van een concurrent had te doen, ramde de bul het schip opnieuw bij de boeg. Het schip werd hierdoor zo zwaar beschadigd dat het zonk op 1200 mijl van de Marquesaseilanden.
Bij de scheepsbreuk wisten de twintig bemanningsleden het schip te verlaten in drie kleine walvisboten, maar met volstrekt onvoldoende voedsel en water. Ze wisten daarop het eiland Henderson van de Pitcairneilanden te bereiken, maar daar aangekomen kwamen ze erachter dat het eiland onbewoonbaar was. De tweede stuurman en de eerste officier overtuigden de kapitein ervan dat hij niet, zoals hij van plan was, met hulp van de passaatwinden de op 3000 kilometer gelegen Marquesaseilanden moest proberen te bereiken, maar in plaats daarvan tegen de windrichting en zeestroming in de Zuid-Amerikaanse kust op 6000 kilometer afstand moest trachten te bereiken. Dit omdat ze verhalen hadden gehoord over kannibalisme op de Marquesaseilanden.
Drie bemanningsleden bleven achter op Henderson, terwijl de rest met drie open boten naar Zuid-Amerika voeren. Ze hadden voor 60 dagen scheepsbeschuit bij zich, waarvan ze dachten dat het voldoende was. De reis werd echter een zware tocht. Een teveel aan natrium in het dagelijks eten van de zeevaarders en ondervoeding leidde tot diarree, flauwvallen, uitputting, abcessen, oedeem en gebrek aan magnesium, wat bizar en gewelddadig gedrag met zich mee bracht. Verder moesten de zeelieden door de situatie gedwongen de afkickverschijnselen ondergaan van hun zware tabaksverslavingen. De sloepen raakten elkaar kwijt en een werd nooit meer teruggevonden. Uiteindelijk wisten slechts acht bemanningsleden Zuid-Amerika te bereiken. Onderweg dronken ze hun eigen urine, stalen ze van elkaar en verdeelden het eten verkeerd. Bij gebrek aan eten gingen ze over tot kannibalisme. Eerst kregen dode zeelieden nog een zeemansgraf, maar toen de honger te erg werd, werd besloten ze op te eten. Aan boord van de sloep van kapitein Pollard werd bij gebrek aan stervenden zelfs geloot om wie er gedood zou worden. Bij aankomst bleken zeven zeelieden te zijn opgegeten.
De drie bemanningsleden die waren achtergebleven op Henderson wisten zich in leven te houden en werden 107 dagen later op 18 april 1821 gered door het Britse schip de HMS Surrey.